# Heteroclytomorpha sormeoides
Heteroclytomorpha sormeoides là một loài bọ cánh cứng trong họ Cerambycidae.